# Antoine-Athanase Roux de Laborie
Antoine-Anasthase Roux de Laborie, né à Albert le 23 février 1769 et mort à Paris le 2 juillet 1842, est un homme politique français de tendance conservatrice sous la Révolution, l'Empire et la Restauration.

## Un royaliste convaincu
Il fit ses études au collège Sainte-Barbe à Paris et passa quelque temps à la congrégation de l'Oratoire mais la quitta en 1790. Effrayé par les audaces des révolutionnaires, il devint défenseur de la monarchie et peu avant le 10 août 1792, fut secrétaire du ministre des Affaires étrangères Bigot de Sainte-Croix. Sa participation à une conspiration royaliste l'obligea ensuite à entrer dans la clandestinité. Il entama après la Terreur, une carrière de journaliste en entrant au Journal des Débats animé par les frères Bertin. La publication interdite en 1811, il devint avocat au barreau de Paris.
Il épouse Aglaé Louise Bourliez de la Motte, sœur d'Auguste Étienne Marie Gourlez de La Motte.

## Au service de la Restauration
En 1814, partisan du retour des Bourbons, il devint secrétaire général adjoint du gouvernement provisoire lors de la première Restauration. Pendant les Cent-Jours, il suivit Louis XVIII en exil à Gand (Belgique).
En 1815, il fut élu député de la Somme au suffrage censitaire mais ne fut pas réélu en 1816. Il souhaita, alors, être nommé préfet de la Somme, mais, malgré le soutien du comte d'Artois, frère de Louis XVIII, le futur Charles X, il ne le fut pas.
Il retourna alors au barreau de Paris. En 1827, lors du procès de l'affaire Maubreuil, on évoqua le fait que Roux de Laborie aurait demandé, en avril 1814, au dit Maubreuil d'assassiner Napoléon Ier, ses frères Joseph et Jérôme Bonaparte et d'enlever le fils de l'empereur, Napoléon II, le roi de Rome.

## Œuvres
- Éloge du cardinal d'Estouteville (1788)
- L'Unité du culte public (1789)
- Apologues sacrés tirés de l'Écriture sainte (1818)